# Cerova (gmina Krupanj)
Cerova (cyr. Церова) – wieś w Serbii, w okręgu maczwańskim, w gminie Krupanj. W 2011 roku liczyła 850 mieszkańców.